# André Aciman
André Aciman (Alexandria, 1951. január 2. –) amerikai író. Egyiptomban született törökországi zsidó és olasz ősöktől.
 1965-ben Olaszországba, 1968-ban az Amerikai Egyesült Államokba költözött családjával, azóta ott alkot. Leghíresebb műve első regénye, a 2007-ben megjelent Call Me by Your Name, amelyből 2017-ben film is készült. Ugyancsak 2017-ben jelent meg a regény Szigethy-Mallász Rita által készített magyar fordítása Szólíts a neveden címmel.

## Magyarul
- Szólíts a neveden; ford. Szigethy-Mallász Rita; Athenaeum, Budapest, 2018
- Nyolc fehér éjszaka; ford. Rácz Judit; Athenaeum, Budapest, 2018
- Találj rám!; ford. Szigethy- Mallász Rita; Athenaeum, Budapest, 2019
- Harvard tér; ford. Neset Adrienn; Athenaeum, Budapest, 2020
- Kivonulás Egyiptomból. Memoár; Szigethy- Mallász Rita; Athenaeum, Budapest, 2022